# 所従
所従（しょじゅう）とは中世の日本に存在した隷属身分の一。

## 概説
本来は「従者」の意味であり、貴人・武家・寺社・有力農民などに付属して、雑務労役を担い、譲渡や相続の対象となった。同類身分として「下人」があり、「下人・所従」と総称されることが多いが、下人は「百姓下人」などと上層農民に付属する隷属民を指すのに対し、所従は「地頭所従」などと主に武家の隷属民を指すことが多かった。ただ、実際は明らかに下人と同一階層の身分を「所従」と呼ぶこともあり、用法に厳格な違いはなく混用されていた。
所従の中には一家を構えて自営耕作を行うものもおり、その身分的実態は一律ではなかった。系譜としては奈良時代以前の「家人（けにん）」の流れを引くものであり、主家へ累代一身専属するのが普通であった。武家に付随する所従は合戦において戦場に同行し、馬の口引き、敵の首担ぎなどの職責を担ったが、通常士分とは認められておらずその首を取っても手柄とは見なされなかった。
近世以降、所従の語は余り使われなくなり隷属民の呼称としては武家、農家にかかわらず下人の称が多く用いられるようになった。